# Guro Reiten
Guro Reiten (ur. 26 lipca 1994 w Sunndalsørze) – norweska piłkarka, występująca na pozycji napastniczki w angielskim klubie Chelsea F.C. oraz w reprezentacji Norwegii. Uczestniczka Mistrzostw Świata 2015, 2019 i 2023 oraz Mistrzostw Europy 2017 i 2022.

## Statystyki

### Klubowe
Na podstawie:
| Klub                 | Sezonów | Liga                    | Liga  | Liga   | Puchar krajowy | Puchar krajowy | Kontynentalne | Kontynentalne | Suma  | Suma   |
| Klub                 | Sezonów | Liga                    | Mecze | Bramki | Mecze          | Bramki         | Mecze         | Bramki        | Mecze | Bramki |
| -------------------- | ------- | ----------------------- | ----- | ------ | -------------- | -------------- | ------------- | ------------- | ----- | ------ |
| Sunndal Fotball      | 1       | ?                       | 1     | 0      | 0              | 0              | –             | –             | 1     | 0      |
| Kattem IL            | 2       | Toppserien              | 34    | 11     | 1              | 0              | –             | –             | 35    | 11     |
| Rosenborg BK Kvinner | 4       | Toppserien              | 82    | 25     | 0              | 0              | –             | –             | 82    | 25     |
| LSK Kvinner FK       | 1       | Toppserien              | 53    | 51     | 0              | 0              | 10            | 1             | 63    | 52     |
| Chelsea F.C.         | 2       | FA Women’s Super League | 105   | 36     | 34             | 12             | 40            | 8             | 179   | 56     |
|                      | Łącznie | Łącznie                 | 275   | 123    | 35             | 12             | 50            | 9             | 360   | 144    |

### Reprezentacyjne
Na podstawie:
| Mecze i gole w reprezentacji podczas Mistrzostw Świata 2019 | Mecze i gole w reprezentacji podczas Mistrzostw Świata 2019 | Mecze i gole w reprezentacji podczas Mistrzostw Świata 2019 | Mecze i gole w reprezentacji podczas Mistrzostw Świata 2019 | Mecze i gole w reprezentacji podczas Mistrzostw Świata 2019 | Mecze i gole w reprezentacji podczas Mistrzostw Świata 2019 | Mecze i gole w reprezentacji podczas Mistrzostw Świata 2019 | Mecze i gole w reprezentacji podczas Mistrzostw Świata 2019 |
| Lp.                                                         | Data                                                        | Miasto                                                      | Przeciwnik                                                  | Wynik                                                       | Gole                                                        | Inne                                                        | Faza rozgrywek                                              |
| ----------------------------------------------------------- | ----------------------------------------------------------- | ----------------------------------------------------------- | ----------------------------------------------------------- | ----------------------------------------------------------- | ----------------------------------------------------------- | ----------------------------------------------------------- | ----------------------------------------------------------- |
| 1.                                                          | 08.06.2019                                                  | Reims                                                       | Nigeria                                                     | 3:0 (3:0)                                                   | 17'                                                         | asysta                                                      | Faza grupowa                                                |
| 2.                                                          | 12.06.2019                                                  | Nicea                                                       | Francja                                                     | 1:2 (0:0)                                                   |                                                             |                                                             | Faza grupowa                                                |
| 3.                                                          | 17.06.2019                                                  | Reims                                                       | Korea Południowa                                            | 2:1 (1:0)                                                   |                                                             |                                                             | Faza grupowa                                                |
| 4.                                                          | 22.06.2019                                                  | Nicea                                                       | Australia                                                   | 1:1 (k. 4:1)                                                |                                                             |                                                             | 1/8 finału                                                  |
| 5.                                                          | 27.06.2019                                                  | Hawr                                                        | Anglia                                                      | 0:3 (0:2)                                                   |                                                             |                                                             | Ćwierćfinał                                                 |

| Mecze i gole w reprezentacji podczas Mistrzostw Świata 2023 | Mecze i gole w reprezentacji podczas Mistrzostw Świata 2023 | Mecze i gole w reprezentacji podczas Mistrzostw Świata 2023 | Mecze i gole w reprezentacji podczas Mistrzostw Świata 2023 | Mecze i gole w reprezentacji podczas Mistrzostw Świata 2023 | Mecze i gole w reprezentacji podczas Mistrzostw Świata 2023 | Mecze i gole w reprezentacji podczas Mistrzostw Świata 2023 | Mecze i gole w reprezentacji podczas Mistrzostw Świata 2023 |
| Lp.                                                         | Data                                                        | Miasto                                                      | Przeciwnik                                                  | Wynik                                                       | Gole                                                        | Inne                                                        | Faza rozgrywek                                              |
| ----------------------------------------------------------- | ----------------------------------------------------------- | ----------------------------------------------------------- | ----------------------------------------------------------- | ----------------------------------------------------------- | ----------------------------------------------------------- | ----------------------------------------------------------- | ----------------------------------------------------------- |
| 1.                                                          | 20.07.2023                                                  | Auckland                                                    | Nowa Zelandia                                               | 0:1 (0:0)                                                   |                                                             |                                                             | Faza grupowa                                                |
| 2.                                                          | 25.07.2023                                                  | Hamilton                                                    | Szwajcaria                                                  | 0:0 (0:0)                                                   |                                                             |                                                             | Faza grupowa                                                |
| 3.                                                          | 30.07.2023                                                  | Auckland                                                    | Filipiny                                                    | 6:0 (3:0)                                                   | 53'                                                         | asysta                                                      | Faza grupowa                                                |
| 4.                                                          | 05.08.2023                                                  | Wellington                                                  | Japonia                                                     | 1:3 (1:1)                                                   | 20'                                                         |                                                             | 1/8 finału                                                  |

## Sukcesy
Na podstawie:

### Klubowe
- Mistrzyni Norwegii 2017, 2018
- Mistrzyni Anglii 2019/20, 2020/21, 2021/22, 2022/23, 2023/24
- Puchar Norwegii 2018
- Puchar Anglii 2020/21, 2021/22, 2022/23